# Wzorowy Szef Pododdziału

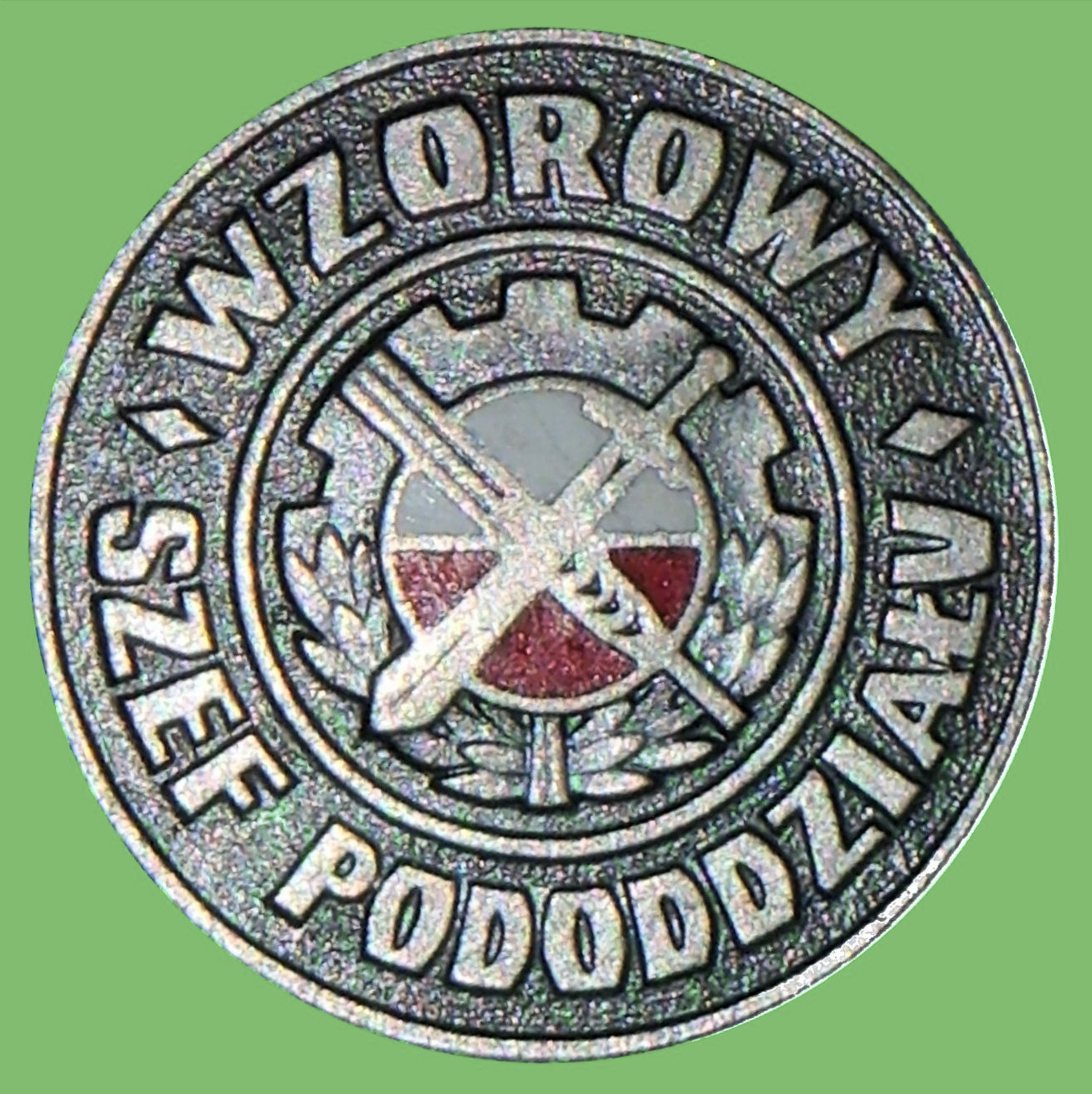
Odznaka przed 2002

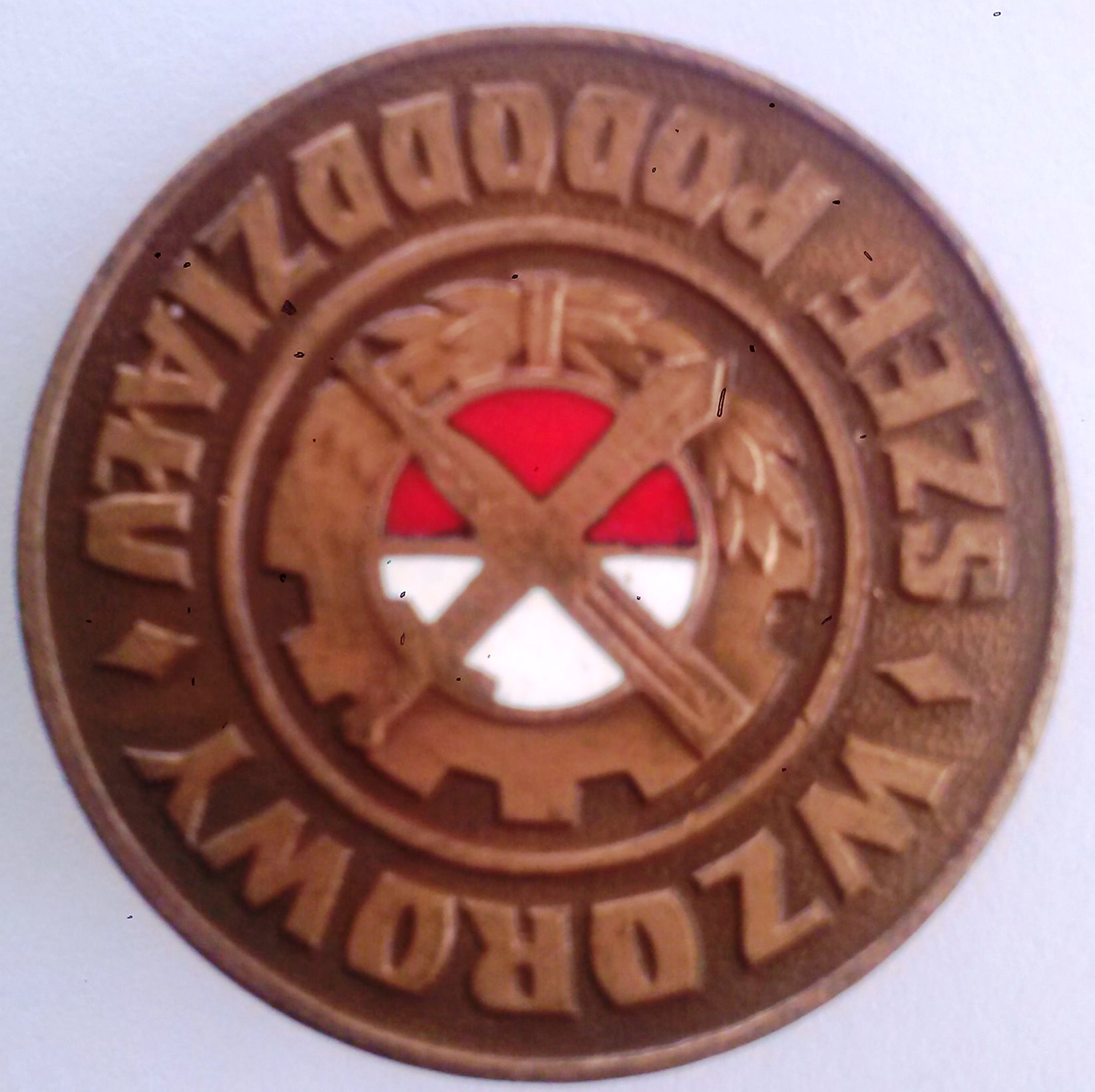
Odznaka "brązowa"

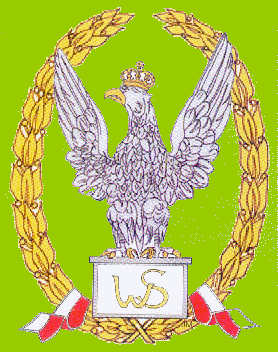
Odznaka wz. 2002

Wzorowy Szef Pododdziału – tytuł honorowy nadawany żołnierzowi Wojska Polskiego.

## Zasady nadawania
Z chwilą wprowadzenia w 1982 roku, o tytuł i odznakę Wzorowego Szefa Pododdziału, ubiegać się mogli o nią żołnierze zawodowi pełniący etatowe funkcje szefów kompanii. Spełniać musieli określone wymagania:
na odznakę brązową:
- wykonywali dobrze swoje obowiązki nie krócej niż 5 lat
- przyczynili się do uzyskania przez pododdział miana Przodującego lub zajęcia II, ewentualnie III miejsca we współzawodnictwie na szczeblu oddziału
- uzyskiwali średnią ocenę z wyszkolenia oraz z regulaminów sił zbrojnych w części dotyczącej szefa pododdziału co najmniej 4,00
- posiadali brązową Wojskową Odznakę Sprawności Fizycznej

na odznakę srebrną:
- posiadali brązową odznakę Wzorowego Szefa Pododdziału
- wykonywali bardzo dobrze obowiązki nie krócej niż 10 lat
- przyczynili się do uzyskania przez pododdział miana Przodującego lub zajęcia II, ewentualnie III miejsca we współzawodnictwie na szczeblu oddziału
- uzyskiwali z wyszkolenia średnie oceny nie niższe niż dobre, a z regulaminów sił zbrojnych w zakresie dotyczącym szefa pododdziału co najmniej 4,25
- posiadali srebrną Wojskową Odznakę Sprawności Fizycznej

na odznakę złotą:
- posiadali srebrną odznakę Wzorowego Szefa Pododdziału
- wykonywali wzorowo obowiązki nie krócej niż 15 lat
- przyczynili się do uzyskania przez pododdział w ostatnich trzech latach miana Przodującego Pododdziału
- uzyskiwali z wyszkolenia średnie oceny nie niższe niż dobre, a z regulaminów sił zbrojnych w zakresie dotyczącym szefa pododdziału, oceny bardzo dobre
- posiadali złotą Wojskową Odznakę Sprawności Fizycznej

Od 2002 do 2010 tytuł nadawano w przypadku:
- zajmowania stanowiska służbowego co najmniej przez dwa lata,
- uzyskanie co najmniej drugiej klasy specjalisty wojskowego, określonej w odrębnych przepisach,
- wyróżniania się w wykonywaniu zadań służbowych, w szczególności z zakresu logistycznego zabezpieczenia zadań realizowanych przez pododdział, zapewniania żołnierzom warunków socjalnych, dbałości o porządek wojskowy, sprzęt wojskowy i inne mienie, a także wyróżniania się zdyscyplinowaniem i dobrym przykładem dla innych żołnierzy[2].

## Odznaka
Wzór 1982

Owalna tarcza, emaliowana w kolorach biało-czerwonym. Pośrodku oznaka służb kwatermistrzowskich, wokół napis WZOROWY SZEF PODODDZIAŁU. Odznaka trzystopniowa: złota, srebrna i brązowa. Projekt: Stanisław Toepfer. Wykonanie: Mennica Państwowa — Warszawa
Wzór 2002

Odznakę stanowi owalny wieniec laurowy, otwarty w górnej części, o wymiarach 45 x 45 mm. Odznaka jest wykonana z metalu. Na złoconym wieńcu są umieszczone srebrzony i oksydowany orzeł z głowicy sztandaru jednostki wojskowej, oraz na biało emaliowana puszka ze wstęgami emaliowanymi w barwach Rzeczypospolitej Polskiej. Na puszce jest umieszczony złocony monogram "WS".